# Lemniscomys griselda
Lemniscomys griselda — вид гризунів родини мишевих (Muridae). Зустрічається в Анголі, Демократичній Республіці Конго та Замбії. Його природне місце існування — суха савана.